# Tranger Kristóf-ügy
A Tranger Kristóf-ügy egy 1990-es, bűnügyi felelősséget is felvető esemény volt. Egy elhunyt kisbaba holtteste hosszabb időn keresztül egy kórbonctani intézetben maradt, helyette egy másik, ma már nem azonosítható kisbaba holttestét adták át elhamvasztásra. A kegyeleti kultúrát, a kórházak és temetők akkori működését erősen érintő történetről könyv is született.

## Története
| Időpont       | Esemény                                                                             |
| ------------- | ----------------------------------------------------------------------------------- |
| 1988          |                                                                                     |
| júl. 12.      | Tranger Kristóf megszületik                                                         |
| 1990          |                                                                                     |
| ápr.          | Tranger Kristóf kórházba kerül                                                      |
| okt. 31.      | Tranger Kristóf halála, halottvizsgálati bizonyítvány készül                        |
| okt. 31. k.   | Tranger Kristóf teste a bonctani intézetbe kerül                                    |
| nov. 1.       | a BTI megrendeli Tranger Kristóf hamvasztását                                       |
| nov. 6.       | azonosítatlan kisbaba testét elszállítják a bonctani intézetből                     |
| nov. 9.       | azonosítatlan kisbabát elhamvasztják                                                |
| nov. 15.      | azonosítatlan kisbaba hamvait eltemetik                                             |
| nov. vége     | boncmesterek jelzik a boncterem vezetőjének, hogy Tranger Kristóf teste még ott van |
| dec. 5.       | a boncterem vezetője értesíti dr. Kopper Lászlót a fentiekről                       |
| dec. 6.       | Tranger Kristófot azonosítja kezelőorvosa                                           |
| dec. folyamán | a családot értesítik a történtekről                                                 |
| dec. 11.      | Radó Dezső rendőrségi feljelentést tesz                                             |
| dec. 18.      | Radó Dezső levelet ír Surján Lászlónak                                              |
| dec. 29.      | a halottvizsgálati bizonyítványt kiegészítik                                        |
| 1991          |                                                                                     |
| jan. 28.      | dr. Pordán Endre válaszol levélben Radó Dezsőnek                                    |
| febr. 22.     | a rendőrség lezárja a további vizsgálatot                                           |
| tavasz        | Erdélyi István magánnyomozást folytat                                               |
| aug. vége     | Erdélyi könyve a könyvesboltokba kerül                                              |

Tranger Kristóf (született 1988. július 12.) 1990. október 31-én, 15 hónapos korában a Tűzoltó utcai gyermekkórházban (II. Számú Gyermekgyógyászati Klinika), 6 hónapnyi ápolás után gyógyíthatatlan betegségben elhunyt. Testét dr. Sztenger Annamária vizsgálta meg, majd két óráig még a kórházi osztályon tartották. Ezt követően levitték a hullakamrába. Testét – pontosan nem ismert időpontban, feltehetően aznap vagy másnap – a Mária utcai Patológiai Intézetbe (I. Számú Kórbonctani Intézet) szállították. (Ebbe az intézetbe kizárólag a Tűzoltó utcai kórházból szállítottak gyermekholttesteket.) A boncolás az intézetben a szülők kérésére nem történt meg (a kisbaba betegsége ismert volt).
A halálról értesítették a Budapesti Temetkezési Intézetet, amely november 1-jén megrendelte a hamvasztást. Néhány napot követően, a testet november 6-án több más felnőtt és gyermek holttestével együtt átadták a Budapesti Temetkezési Intézetnek, amely azt november 9-én szabályosan (393.791-es sorszámmal) el is hamvasztatta azt az Új köztemető krematóriumában. A hamvak ezt követően – november 15-én – kiadásra kerültek a gyászoló szülőknek, akik el is temették azokat a Farkasréti temetőben.
December 5-én tudta meg a Patológiai Intézetben dr. Kopper László professzor, hogy november végén boncmesterek értesítették a boncterem vezetőjét, hogy Tranger Kristóf teste még a hűtőben van. December 6-án a testet azonosította korábbi kezelőorvosa. Ezt követően a Patológiai Intézet értesítette az elhunyt szüleit, hogy kisbabájuk holtteste továbbra is az intézet területén található. A szülők döbbenten állapították meg (más orvosok igazolásával szintén), hogy az igazi Tranger Kristóf teste tényleg a Patológiai Intézetben található még. Azonosítása után a testet elhamvasztották, majd eltemették.
Felmerült, hogy ki lehetett az elsőként elhamvasztott kisbaba. Mivel a hivatalos (kórházi, temetői, rendőrségi) nyomozások nem vezettek eredményre, Erdélyi István újságíró maga kezdte el kutatni a témakör. Bár kezdetben többen azt feltételezték, hogy az első hamvasztás valójában nem is történt meg, pusztán adminisztratív hiba állhat a kikerült információk hátterében. Voltak olyan nézőpontok is, amelyek inkább azt valószínűsítették, hogy bár valóban történt egy hamis néven való elhamvasztás, a temetői dolgozók tudatosan működhettek közre egy bűncselekményben / balesetben elhunyt, szándékosan hamis néven történő elhamvasztásban.
Erdélyi hosszas, több hónapon át tartó nyomozást folytatott, amelynek keretében számos, az üggyel kapcsolatba hozható kórházi (dr. Dobos Matild kezelőorvos, dr. Schulek Dezső igazgató), patológiai (dr. Kopper László professzor), és temetkezési szakembert (Radó Dezső BTI igazgató, Takács György krematóriumi vezető, Oláh László hamvasztóbiztos) is felkeresett Tranger Kristóf szülei mellett. Kutatásának eredményét Árván a krematóriumban című könyvében foglalta össze. Ő arra a következtetésre jutott, hogy: (1.) a hamvasztás valóban megtörtént (2.) valóban egy (15 hét körülinek kinéző) kisbabát hamvasztottak el 1990. november folyamán (3.) a kisbabát (amelyet a krematórium munkatársai által közelebbről nem ismertek, de kinézetére utólag tisztán emlékeztek, egy „fehér rugdalózóba” öltöztetett kisbaba) a Budapesti Temetkezési Intézet valóban Tranger Kristóf néven kapta meg a Mária utcai Patológiai Intézettől (4.) és valóban először az ő hamvait adták ki – tévesen – Tranger Kristóf szüleinek.
A kritikus időszakban (november 9. után), amikor a névtelen kisbabát elhamvasztották, 34 kisbaba hamvasztásról tudott még a krematórium. Erdélyi levélben kereste meg ezek hozzátartozóit, hogy segítsenek azonosítani „fehér rugdalózóba” öltöztetett gyermekük holttestét, de a levelekre nem jött választ / elutasító válasz jött / a levelet felbontás nélkül visszaküldte a család / a levéltovábbítást megtagadta egy hivatal / vagy a címzett ismeretlen helyen tartózkodott. Erdélyi az eset után egy interjúban lehetségesnek tartotta, hogy a névtelen kisbaba valódi szülei nem egy kisbaba testét, hanem egyéb kórházi emberi maradványokat kaptak meg hamvak gyanánt. Takács György krematóriumi vezető úgy vélte, hogy az igazi Tranger Kristóf először egy földbetemetéses halottal lehetett összecserélve.
Erdélyi úgy találta, hogy leginkább az akkori kórházi gyakorlattal kapcsolatban jelentkeznek problémák, és sok mindenért nem a krematórium dolgozói a felelősek (ahol évente kb. 24.000, benne 7000 vidékit, naponta 72 halottat hamvasztanak), hanem a kórházak, amelyek sokszor hiányosan-pontatlanul lepapírozva, és nemritkán kegyeletsértő módon (pl. felnőttet ruha nélkül, kisbaba holttestet nejlon szatyorba dobva) küldenek be holttesteket a krematóriumba. Erdélyi István nyílt levélben kereste meg Boross Péter belügyminisztert, Radó Dezső, a Budapesti Temetkezési Intézet igazgatója pedig Surján László népjóléti minisztert az esettel kapcsolatban. Radó egyébként 1990. december 11-én rendőrségi feljelentést is tett. Tranger szülei bírósághoz fordultak.
Az ügyben nem hozott fordulatot Erdélyi kutatása sem, az elhamvasztott kisbaba kiléte napjainkig megoldatlan.
Erdélyi ugyanakkor kutatásai során felfedezett egy olyan másik esetet, amelyben egy agyvérzésben elhunyt, 7 hónapos koraszülött, egynapos kisbaba (Kondás Tamás) teste (1990. december 5-től) hónapokig a Kórbonctani Intézet területén, hogy tavasszal szórásos temetést kaphasson. 1991. április 17-én a szülők a Budapesti Temetkezési Intézettől megrendelték a temetést, amely április 22-én felvette a kapcsolatot a Kórbonctani Intézettel. Ott azt közölték, hogy a maradványokat még március 19-én (a szülők tudta nélkül) egészségügyi maradványokat tartalmazó, azonosító szám nélküli ún. gratis-ládák egyikében, feltehetően más kórházi emberi testrészekkel és szövetdarabokkal együtt, az Új köztemető valamelyik parcellájában elásták. Ez az ügy szintén nem hozott további fejleményeket.